# Dichiarazione di Poschiavo per una montagna e una campagna europee libere dai grandi predatori
La Dichiarazione di Poschiavo per una montagna e una campagna europee libere dai grandi predatori (in francese: Déclaration de Poschiavo pour une montagne et une campagne européenne libre de grands prédateurs; in tedesco: Erklärung von Poschiavo für ein Berggebiet und eine Landschaft in Europa ohne Grossraubtiere; in inglese: Poschiavo Declaration for European mountain and countryside areas free from large predators) è un'iniziativa di alcuni cittadini europei per la protezione delle zone montane e del paesaggio contro la diffusione sfrenata e incontrollata di grandi predatori.
La dichiarazione è stata approvata il 29 marzo 2014 a Poschiavo, in Svizzera.

## Storia
Nel 2008 è stata fondata AmAMont (Associazione «Amici degli alpeggi e della montagna») come associazione transfrontaliera per l'intero spazio alpino europeo. AmAMont nasce dalla consapevolezza che le regioni alpine possono essere riferimento vitale per la società moderna di oggi, contrastando l'esodo dalle montagne, l'abbandono e il degrado delle valli, dei pascoli e delle relative infrastrutture alpine. I sostenitori di questa associazione sono persone fisiche (casari alpini, agricoltori di montagna, ricercatori, consulenti turistici, rappresentanti dei media, ecc.) e persone giuridiche (aziende agricole, associazioni, fondazioni, cooperative, comuni, comunità montane, ecc.).
Nel giugno 2012, il Forum Italiano Alte Terre ha pubblicato i «Cinque Punti» di Sondrio. L'Italia è costituita per il 72 per cento da montagne e colline. La promozione e la gestione autonoma di quest'area è quindi un presupposto indispensabile per la ripresa generale dell'economia e della società.
Il 29 marzo 2014, su invito dell'iniziativa popolare «Territorio senza grandi predatori», 130 esperti di economia e paesaggio d'alta montagna, casari alpini, allevatori di pecore e mucche, alpinisti, escursionisti alpini, abitanti della montagna e delegati di associazioni delle regioni alpine della Svizzera (Grigioni, Vallese e Ticino), dell'Italia (Piemonte, Lombardia, Trentino-Alto Adige e Veneto) e della Francia (Provenza-Alpi-Costa Azzurra), si sono incontrati a Le Prese, in Val Poschiavo, per una riunione transfrontaliera.
Esperti e testimoni internazionali hanno parlato del problema del «ritorno» dei grandi predatori nelle Alpi e in altre regioni montane dell'Europa occidentale e delle conseguenze per coloro che vivono e lavorano in montagna. Il ritorno incontrollato di grandi predatori sulle Alpi rappresenta, secondo i firmatari della dichiarazione, una seria minaccia per il futuro delle zone montane, non solo come meta sportiva e turistica, ma soprattutto come luogo di vita e di lavoro per chi ha un legame permanente con la montagna.
Al termine della riunione, le organizzazioni partecipanti hanno approvato una dichiarazione congiunta (in italiano, tedesco, francese e inglese).